# Eldorado (radioprogram)
Eldorado var ett radioprogram på Sveriges Radio, under ledning av Kjell Alinge. Det sändes ursprungligen 4 november 1980–30 december 1993 i P3 och därefter i radions P2 den 19 januari 2006–14 januari 2013, efter ett år på webben. Programmet spelade en egensinnig blandning av popmusik, reportage, intervjuer, sketcher och recensioner, och det introducerade artister som Adolphson & Falk, Isadora Juice och Eva Dahlgren. 

## Programinnehåll
Eldorado spelade ofta ny och oväntad musik som tillsammans med Alinges totala frihet, röst- och ljudexperiment samt filosoferande utläggningar gav programmet en särpräglad karaktär. I programmet ingick även intervjuer, reportage samt bok- och filmrecensioner. Även serietidningar och seriealbum nämndes under rubriken Serietutan.
Några av sketcherna från Hemma hos repriserades ibland mellan låtarna i programmet. Jinglarna kunde exempelvis vara klipp ur Beatleslåtar (till exempel användes slutet på låten "From Me to You" från 1963 i jingeln till På samma våglängd), roliga ljudpiruetter av Michael B. Tretow eller specialkomponerade små riff av till exempel Eva Dahlgren.

## Historik

### Tidiga epoken
Programmet sändes först i Sveriges Radio P3. Dess motto var "Nattens nöjen och stjärnornas musik" och det allra första programmet sändes tisdag kväll den 4 november 1980. Sändningstid var tisdags- och lördagskvällar 22.00–00.00 fram till tisdag kväll 19 maj 1981 och signaturmelodin sjöngs av Eva Dahlgren, något som två år senare gavs ut på vinyl (se under rubriken Musikalbum här nedan).
Från söndag 6 september 1981 ändrades Eldorados sändningstid till söndagar 09:05–11.00 och tisdagar 22.00–24.00, men innehållet var ungefär detsamma fram till söndag 20 december 1981.

### Guldepoken
Söndagen den 31 januari 1982 började en ny säsong Eldorado. Det sändes 09:05-11:00 med i stort sett samma innehåll som den äldre, men med en ny signaturmelodi av italienska popsångerskan Isadora Juice som med titeln Eldorado gavs ut på vinylsingel samma år. 13 juni sändes det sista programmet i Eldorado, men efter sommaruppehållet började tre nya varianter, nämligen Eldorado/Rox med främst hårdrock, Eldorado/Max som sände tolvtumsmixar på populära låtar samt Eldorado/Lyx som var mest lik den ursprungliga Eldorado. 
Eldorado/Lyx började sändas söndag 10 oktober 1982, och programmet kom enbart att sändas 10:00–12:00 på söndagsförmiddagar. Den engelske musikern Rupert Hine komponerade och spelade in vinjettmusiken speciellt för programmet, och till skillnad från hans övriga låtar gavs den tyvärr aldrig ut på vinyl. Stort fokus låg vid olika jinglar som fungerade som ett slags mellanspel eller introduktion till olika filosofiska funderingar i programmet. Sista programmet i denna serie sändes 4 september 1983. 
Under en mellanperiod (fyra söndagar 11 september–2 oktober) sändes programmet enbart under namnet Eldorado, men fortfarande med Rupert Hines vinjett, innan programmet försvann från tablån. Men programmet var aldrig helt borta. 

### Sena epoken
Radioapparaten var ett program som annars sändes på vardagsförmiddagar, men just den variant som sändes på söndagar hade Kjell Alinge som ciceron. Detta innebar att de program som sändes på söndagar under perioden 9 oktober 1983–15 april 1984 var mer lika de gamla Eldorado/Lyx än de Radioapparaten som gick på vardagar. 
Efterfrågan på Eldorado blev till slut så stort att P3 från och med söndagen den 9 september 1984 åter började sända Eldorado. Profilen ändrades något och programmet fick mottot "Äventyret fortsätter". Populariteten höll i sig och inte förrän på kvällen den 30 december 1993 sändes det sista programmet av Eldorado – Äventyret fortsätter.

### Nystart
År 2005 startades programmet på nytt via Sveriges Radio P2s webbradio. När P2 lade om sin tablå i början av 2006 återupptogs programmets utsändningar i riksradion torsdagen den 19 januari. Sändningarna pågick fram till måndagen den 14 januari 2013 då P2 återigen ändrade sin tablå och Eldorado lades ned.

## Musik

### Musikalbum
Två musikalbum med musik från programmen gavs ut:
- 1982 – Eldorado. Stjärnornas musik (SR Records GLIM-GLIM 5)

- 1987 – Eldorado. Äventyret fortsätter... (Sonet SLP-2788)

### Övrigt
När Titiyo släppte sin debutsingel "Talking to the Man in the Moon" 1990 ansåg Alinge den vara så fantastisk att han inte spelade någon annan låt under programmets två timmar. Adolphson & Falk gjorde låten "Mer jul" åt Eldorado. Deras genombrottssingel "Blinkar blå" hade börjat spelas av Kjell Alinge i november 1981. Även duons låt "Astronaut" spelades flitigt i programmet. Den var en av de låtar som gjordes speciellt för Eldorado.